# Tranquilo (álbum)
Tranquilo es el octavo álbum de estudio de Frankie Ruiz en su carrera como solista. Fue grabado en los estudios V.U. Recordings en Carolina, Puerto Rico y se estrenó el 24 de mayo de 1996 bajo el sello Rodven Records/Universal Music Latino. Los sencillos de este álbum fueron Ironía y Tranquilo que obtuvieron el primer y segundo lugar respectivamente, en la categoría Latin Tropical/Salsa Airplay de la revista Billboard.

## Lanzamiento
En mayo de 1996, sale al mercado musical el álbum Tranquilo, con nueve temas que lograron alcanzar los primeros lugares en U.S. Billboard Singles. Destacaron los temas Ironía y Tranquilo, ambos muy pedidos en las ondas radiales, como en los conciertos que ofrecía Frankie Ruiz.

## Lista de canciones
| N.º | Título                 | Compositor(es)  | Duración |  |
| 1.  | «Tranquilo»            | Peter Velazquez | 4:32     |  |
| 2.  | «Complícame»           | Cheín García    | 4:33     |  |
| 3.  | «Ironía»               | Jankarlos Nunez | 5:02     |  |
| 4.  | «Sigue siendo mía»     | Ricardo Vizuete | 4:33     |  |
| 5.  | «Cada uno por su lado» | Gloria González | 4:58     |  |
| 6.  | «Más allá del tiempo»  | Cheín García    | 4:49     |  |
| 7.  | «Seguir intentándolo»  | Omar Alfanno    | 4:37     |  |
| 8.  | «Déjame quererte»      | Pedro Azael     | 4:34     |  |
| 9.  | «Infidelidad»          | Jankarlos Nuñez | 5:04     |  |

## Ranking Billboard
| U.S. Billboard Singles |           |                                   |          |
| Año                    | Canción   | Chart (Lista de éxitos musicales) | Posición |
| 1996                   | Ironía    | Latin Tropical/Salsa Airplay      | 1        |
| 1996                   | Tranquilo | Latin Tropical/Salsa Airplay      | 2        |
| 1996                   | Ironía    | Hot Latin Tracks                  | 8        |
| 1996                   | Ironía    | Latin Pop Airplay                 | 13       |
| 1996                   | Tranquilo | Hot Latin Tracks                  | 36       |

## Músicos
- Voz - Frankie Ruiz
- Coros - Darvel García Blasco, Domingo Quiñones, Héctor "Pichie" Pérez
- Percusión - Héctor "Pichie" Pérez
- Trompetas - Luis Aquino, Tommy Villarini, Vicente "Cusi" Castillo y Charlie Sepúlveda
- Trombones - Danny Fuentes, Raffi Torres, Toñito Vázquez, Jorge Díaz
- Piano - Luis R. Quevedo
- Bajo - Martín Santiago
- Bongos - Celso Clemente Jr.
- Congas - Jimmie Morales
- Timbales - Santiago "Chago" Martínez

## Créditos
- Productor - Vinny Urrutia
- Ingeniero de sonido – Vinny Urrutia y Juan "Pericles" Covas
- Fotógrafo del disco - Jorge Velazquez
- Dirección musical - Peter Velázquez
- Arreglistas musicales - Tommy Villariny, Ramón Sánchez, Louis García y Ernesto Sánchez